# Man Riding Jumping Horse
Man Riding Jumping Horse (em tradução livre, Homem cavalgando cavalo de salto) é um filme mudo britânico em curta-metragem, realizado em 1887 pelo inventor e fotógrafo Eadweard Muybridge, parte de seu estudo à respeito do movimento. Atualmente, pode ser visualizado pelo YouTube, encontrando-se em domínio público pela data em que foi realizado. 
Não se trata de um filme como entendemos hoje, mas de uma sequência de fotografias dispostas de forma a criar a impressão de movimento.

## Sinopse
Um cavaleiro salta obstáculos montado em uma égua de nome Daisy. É o primeiro salto a cavalo gravado em filme.